# Štefan Bučko
Štefan Bučko (Pozsony, 1957. július 2. –) szlovák színész, a pozsonyi  Szlovák Nemzeti Színház tagja.

## Pályafutása
Középiskolai tanulmányait az éberhárdi Mezőgazdasági Szakközépiskolában, felsőfokút a Pozsonyi Színművészeti Főiskolán (Vysoká škola múzických umení) végezte el. 1981-től a pozsonyi Szlovák Nemzeti Színház tagja. 1998 és 2000 között a Szlovák Televízió tanácsának elnöke volt. Színészi pályája mellett a pozsonyi Színművészeti Főiskola Színház Tanszékének tanára. Felesége Adriena Bartošová énekesnő.

## Filmes szereplései
- 1976 – Keby som mal dievča
- 1981 – Súdim ťa láskou
- 1986 – Cena odvahy

## Televíziós szereplései
- 1984 – Povstalecká história (csehszlovák tv-sorozat)

## Fordítás
Ez a szócikk részben vagy egészben a Štefan Bučko című szlovák Wikipédia-szócikk ezen változatának fordításán alapul.  Az eredeti cikk szerkesztőit annak laptörténete sorolja fel. Ez a jelzés csupán a megfogalmazás eredetét és a szerzői jogokat jelzi, nem szolgál a cikkben szereplő információk forrásmegjelöléseként.